# Паламарчук Максим Мартинович
Макси́м Марти́нович Паламарчу́к (22 жовтня 1916, Воробіївка — 26 лютого 2000, Київ)— український економгеограф та економіст, академік НАН України (1973), лауреат Державної премії у галузі науки і техніки України (1993) і премії імені О. Г. Шліхтера НАН України (1978), заслужений діяч науки і техніки України (1976), доктор економічних наук (1959), професор (1961), почесний член Російського географічного товариства (1980).

## Життєпис
Народився 22 жовтня 1916 року в селі Воробіївці (тепер Полонського району Хмельницької області). В 1939 році закінчив Київський університет. Учасник Німецько-радянської війни. Член ВКП (б) з 1945 року.
Протягом 1946–1962 років працював у Львівському торгово-економічному інституті (у 1953–1962 роках — завідувач кафедрою). З 1962 року завідувач відділом проблем розвитку продуктивних сил Південно-Західного району РВПС України.
У 1965–1967 роках — заступник директора Інституту геологічних наук АН УРСР. У 1962–1964 роках — завідувач відділом. У 1967–1969 рока — голова Ради з вивчення продуктивних сил УРСР. Президія АН УРСР доручила М .М. Паламарчуку очолити роботу для об'єднання Ради з вивчення продуктивних сил УРСР і сектора географії, їх реорганізації, визначення наукових напрямів і нової структури.
Постановою Президії АН УРСР від 14 лютого 1967 року № 45 затверджено нове Положення про Раду з вивчення продуктивних сил України та її структуру, які були підготовлені М. М. Паламарчуком з участю віце-президента В. С. Гутирі. В структурі Ради виділялось 16 наукових відділів, які об'єднувались у три сектори. Об'єднання відділів у сектори було доцільним тому, що до попередньої структури Ради приєднувався Сектор географії.
Член-кореспондент М. М.Паламарчук очолив створений відділ теорії економіки районів і економічної географії. Цей відділ став науковим центром фундаментальних досліджень для розробки схем розвитку і розміщення продуктивних сил республіки. Під його керівництвом і безпосередньої участі було розроблено перший варіант «Схемы развития и размещения производительных сил УССР на период до 1980 года», яка одержала високу оцінку Держплану УРСР.

Могила Максима Паламарчука

М. М. Паламарчук очолив також роботу для створення першої в Україні фундаментальної географо-картографічної праці — «Атласа природных условий и естественных ресурсов Украинской ССР». В ньому узагальнено матеріали досліджень природних ресурсів республіки за 50 років. Атлас було опубліковано в 1978 році. В цей же час М. М. Паламарчуком розроблена методика визначення рівня розвитку народного господарства областей та економічних районів, що мало значення для територіального планування, спрямованого на прискорений розвиток ряду областей Української РСР, особливо західних, для піднесення їх економіки і культури.
З 1970 року — керівник відділу теоретичних проблем економічної географії відділення географії АН УРСР, одночасно з 1975 року — професор Київського університету. 27 грудня 1973 року обраний дійсним членом академії наук УРСР.
Помер 26 лютого 2000 року і похований у Києві на Байковому кладовищі разом з членами родини (ділянка № 49а).

## Праці
Наукові праці з економіки промисловості, економіки районів, розміщення і територіальної організації продуктивних сил, економічної географії УРСР, теорії народного господарства, зокрема агропромислового комплексоутворення, раціонального використання природних ресурсів. Автор відомого підручника з економічної географії УРСР, який видавався протягом 20 років.
Академік М. М. Паламарчук розробив теорію економічної геокомплексології.

## Нагороди, відзнаки

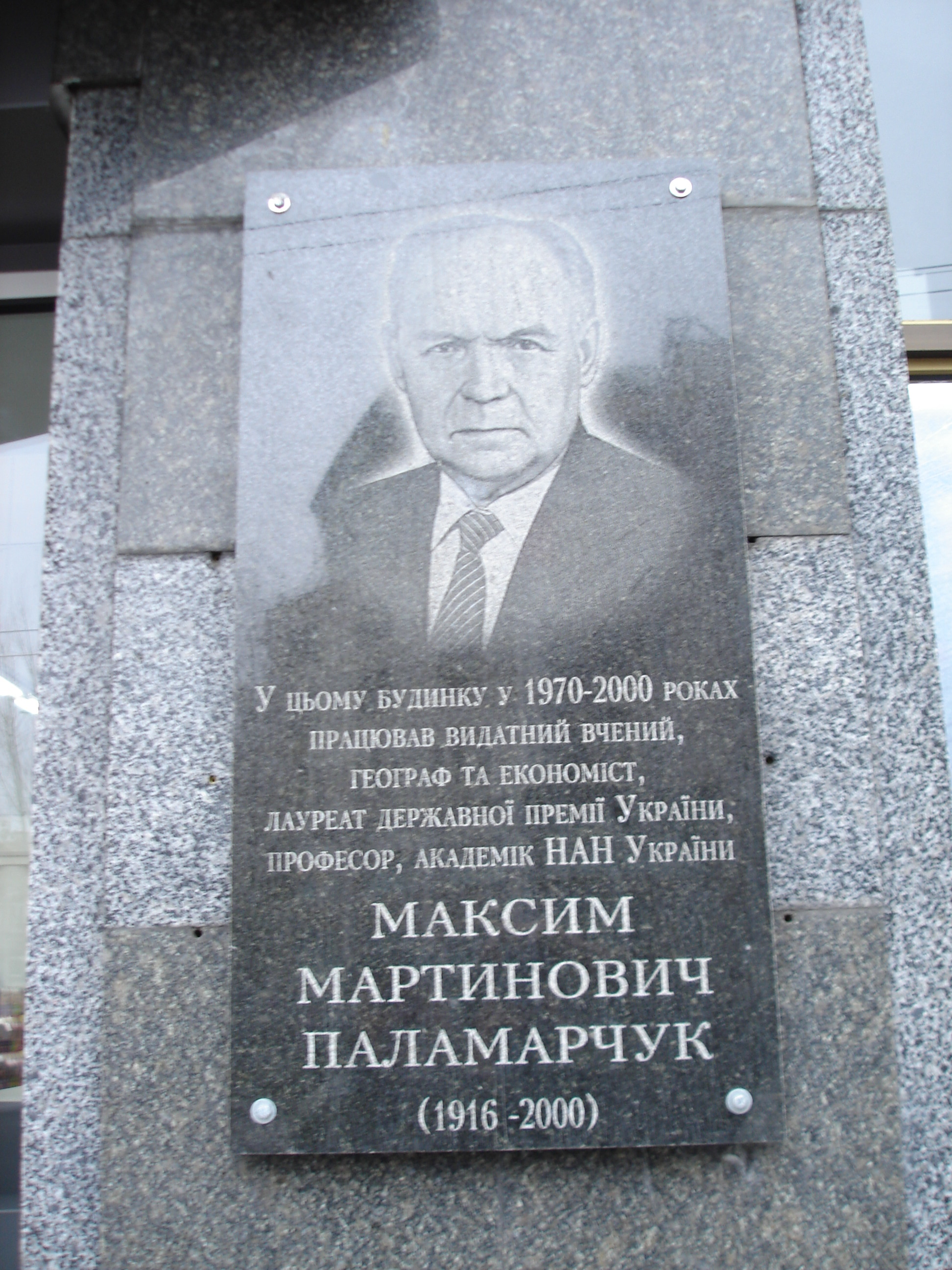
Меморіальна дошка академіку НАН України Максиму Паламарчуку на колишній будівлі Ради по вивченню продуктивних сил НАН України

За наукові здобутки, вагомий внесок в науку він був нагороджений орденом Червоної Зірки, численними медалями СРСР та України. Став лауреатом Премії імені О. Г. Шліхтера АН УРСР за 1978 рік.

## Пам'ять
В Інституті Географії НАН України до 90-ліття із дня народження Максима Мартиновича випущене пам'ятне біографічне видання.

## Діти
Дочка - Галина Паламарчук (1945—2018), кандидат економічних наук, працювала у інституті економіки НАН України.
Старший син - Віталій Паламарчук (1946 р.н.), кандидат економічних наук, заслужений економіст України, політолог, працював, зокрема завідувачем відділу у Національному інституті стратегічних досліджень, керівником управління Апарату Ради національної безпеки і оборони України, державний службовець другого рангу.
Молодший син — економічний географ, економіст, доктор економічних наук Олександр Паламарчук (1951—2023).